# 北碚区
北碚区是中國重庆市下辖的市辖区，重庆主城九区之一，位于重庆主城区西北部，距市中心41千米。北碚区的现代化开启于1927年，由实业家民生轮船公司创始人卢作孚担任峡防局局长开拓，是中国历史上的第一个事先规划，逐步按计划建设的经济开发区。北碚区背靠缙云山、嘉陵江环城而过。面积为755平方公里。该区环境较为优美，森林覆盖率达到27.4%，是重庆市的风景旅游区和生态工业基地。

## 历史沿革
“碚”这个字梁实秋解释作“是指江水中矗立的石头”，北碚小三峡中有许多以碚命名的小地名。欧阳修在到夷陵时所写的《夷陵九咏》其三《虾蟆碚》中自注解到“碚”这个字在当地民间又写作“背”。也有从字源上推断“碚”与“涪”字一样，都是古代巴人的语言相似音。
北碚在民国初期是一个辖三十九个乡镇的乡场，隶属于巴县。后被称为北碚特别经济区，以及后成为北碚市，抗战时期为陪都重庆迁建区，众多名人迁居至此，包括林语堂、梁实秋等，人称“陪都的陪都”。有张自忠烈士陵园、复旦大学旧址、老舍、梁漱溟故居等抗战文物景点、人文景观、陪都遗址100多处。
1923年（民國十二年），分江北縣、巴縣、璧山縣、合川縣交界的嘉陵江小三峽地區設江巴璧合4縣峽防團務局。1925年，卢作孚提出了开发嘉陵江三峡和合江的构想。1927年2月卢作孚就任峡防局局长，开始嘉陵江三峡乡村建设运动。在北碚，卢作孚首先以医疗卫生现代化开始做起，并肃清了峡区内的匪情。卢作孚在积极发展航运时，又在1934年建成了四川境内最早的北川铁路。在1928年北碚户口统计调查为1,959人，在1936年北碚人口达到了65,284人。
1936年（民國二十五年）經國民政府行政院批准，成立嘉陵江三峽鄉村建設實驗區。同年4月1日將江北縣文星鄉、二岩鄉、黃桷鎮，璧山縣澄江鎮，巴縣北碚場，合川縣沙溪廟劃歸該區。
1942年（民國三十一年）經國民政府行政院批准，改嘉陵江三峽鄉村建設實驗區為北碚管理局，遂成為完全的縣一級地方政區。自此，北碚鄉更名為朝陽鎮。旋分朝陽鎮地置金剛鄉、龍鳳鄉。北碚管理局轄朝陽鎮、黃桷鎮、澄江鎮、文星鄉、二岩鄉、白廟鄉、金剛鄉和龍鳳鄉八個鄉鎮。
1950年2月1日，根據西南軍政委員會劉伯承主席令，成立重慶市人民政府北碚行政管理處。4月，改為重慶市第八區，為一等區，相當於地專一級。
1951年1月，劃歸川東行署，為川東行署駐地，更名為川東人民行政公署北碚行政管理處。2月，劃巴縣第四區青木、鳳凰、同興、井口、蔡家、興隆、歇馬七個鄉歸北碚行政管理處。6月26日，劃璧山縣第六區轉龍鄉歸北碚行政管理處。7月5日，中央人民政府批准設立北碚市。11月1日，北碚市人民政府正式成立，下設6個區。
1952年4月15日，璧山縣青木鄉劃入北碚市第五區，改名關口鄉。9月，川東行署撤銷。
1953年1月29日，西南行政委員會通知：中央人民政府內務部已同意將原屬四川省的北碚市劃歸重慶市。2月3日，為統一管理梁灘河灌溉渠，北碚市所屬青木鄉、鳳凰鄉、興隆鄉、關口鄉和中梁鄉一部分劃歸巴縣。4月1日，北碚市撤銷改置為重慶市第六區。7月1日，井口鄉劃歸重慶市第三區（沙坪壩區）。
1954年9月，璧山縣臨江鄉（五龍鄉）高林村在縉雲山的飛地，劃歸北碚區澄江鎮。1955年8月11日，四川省人民委員會轉發國務院內務部函復同意，將江北縣第九區大田鄉的黃桷、大田、龍塘、柿坪四個村，土主鄉的新農、石佛兩個村，石家鄉的照壪、西陽、青灘、堰上、桂花、新彎等八個村以及第十區橋亭鄉的清峰村劃歸重慶市第六區領導。10月25日，區人委決定，保留石家鄉建制不動，撤銷大田鄉，將從大田、土主、橋亭三個鄉劃入的七個村合建為代家溝鄉。此時，重慶市第六區人民委員會下屬二十一個鄉和六個街道辦事處。10月，根據國務院關於市轄區按地名稱呼的規定，重慶市第六區更名為重慶市北碚區。
1958年7月，同心鄉劃歸沙坪壩區管轄。1964年4月，同心鄉劃回北碚區管轄。
1995年初，重庆市进行了一轮行政区划调整，调整后，北碚区辖天生、朝阳2个街道和歇马、龙凤桥、天府、童家溪、澄江、蔡家岗、东阳、北温泉、施家梁9个镇，以及从原江北县划入的水土、复兴、静观、柳荫、三圣、偏岩6个镇和皮家山、石坝2个乡。
2000年，撤销石坝乡、皮家山乡，设立石坝镇、金刀峡镇。2004年4月，撤销北温泉镇、龙凤桥镇、东阳镇，设立北温泉街道、龙凤桥街道、东阳街道。2005年8月23日，重庆市政府（渝府[2005]172号）批复同意撤销偏岩镇、石坝镇，分别并入金刀峡镇、三圣镇。2017年5月9日，重庆市人民政府（渝府[2017]16号）批复同意撤销蔡家岗镇，设立蔡家岗街道。2018年1月2日，重庆市人民政府（渝府[2018]1号）批复同意撤销歇马镇、水土镇、复兴镇，设立歇马街道、水土街道、复兴街道。

## 行政区划
北碚区下辖9个街道办事处、8个镇：
天生街道、朝阳街道、北温泉街道、东阳街道、龙凤桥街道、蔡家岗街道、歇马街道、水土街道、复兴街道、澄江镇、童家溪镇、天府镇、施家梁镇、静观镇、柳荫镇、三圣镇和金刀峡镇。
其中，水土街道、蔡家岗街道、复兴街道、施家梁镇被纳入重庆两江新区规划范围。另外，水土街道、复兴街道被划入两江新区直管区，其经济发展和开发建设管理工作由两江新区管委会负责，其他行政管理工作由北碚区政府负责。

## 经济

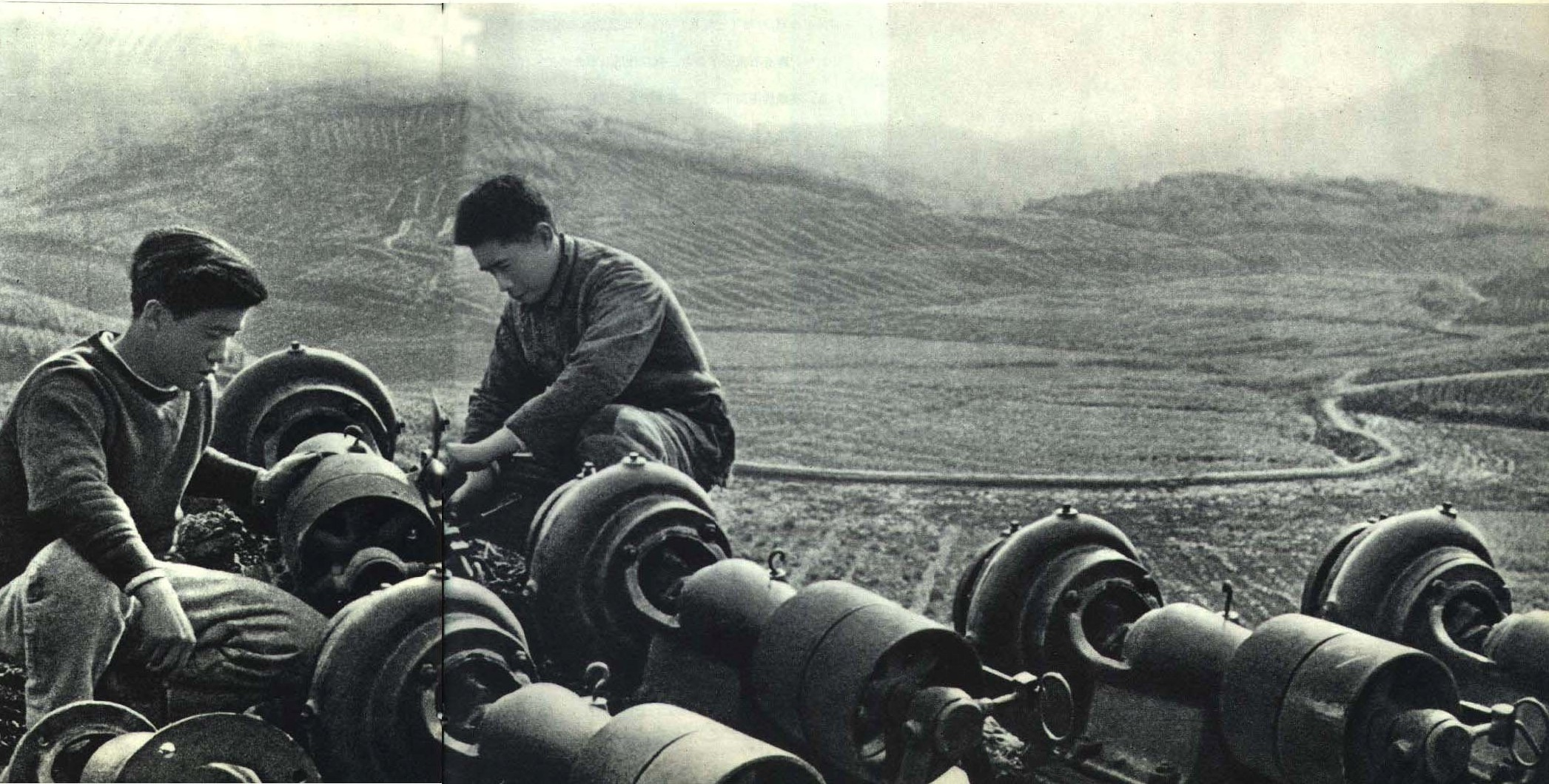
1963年的北碚机械厂

北碚为全国三大仪器仪表工业基地之一，光学玻璃、镜头、镜片制造技术达到世界先进水平。著名企业有以四联仪器仪表集团、华光仪器厂、重庆光学仪器厂为主的光学仪器工业，并有汽车、家电、生物制药等产业。旅游业和花卉栽培业也十分发达。北碚2006年GDP527亿元，2009年达到795亿元。经济位于西部地区县级行政单位前十位，全国百强县71位。

## 交通
从重庆市主城区的沙坪坝区可经由民国时修建的公路到达（经由青木关-歌乐山至沙坪坝，途中可至白市驿）或通过中华人民共和国成立后所建公路到达（现在公交车主要行驶线路，较之民国所建公路，不用翻越歌乐山），车程为两个小时（民国建公路）或一个半小时（中华人民共和国成立后所建公路）。现与主城区由渝合高速公路连接，和主城区车程为30分钟（江北区入口）和一个小时（南岸区入口）。
- 渝合高速公路
- 襄渝铁路
- 遂渝铁路
- 212国道

### 轨道交通
重庆轨道交通6号线在区内设有曹家湾、蔡家、向家岗、龙凤溪、状元碑、西南大学、北碚站，重慶軌道交通6號綫國博支綫二期在區内設有青溪河、劉家院子、思源、復興、紅岩坪、沙河壩站。规划中的重庆轨道交通7号线可能会在北碚区设站。

## 文教
- 西南大学（由原西南师范大学和原西南农业大学于2005年7月合并而成）
- 重庆师范大学幼教基地
- 重庆自然博物馆
- 北碚博物馆
- 西南大学附属中学（原西南师范大学附属中学）
- 重庆市兼善中学
- 重庆市朝阳中学
- 江北中学
- 王朴中学

## 主要酒店
- 逸居酒店连锁
- 川仪宾馆
- 北碚宾馆
- 绅士王朝大酒店
- 如家宾馆
- 泉外楼宾馆
- 海宇温泉大酒店

## 全国重点文物保护单位
- 中国西部科学院旧址
- 嘉陵江三峡乡村建设旧址群（峽防局旧址、红楼、清涼亭、柏林楼、数帆楼、农庄、磐室、竹楼、中國鄉村建設學院舊址、花房子）
- 世界佛学苑汉藏教理院旧址

## 主要历史文化遗址

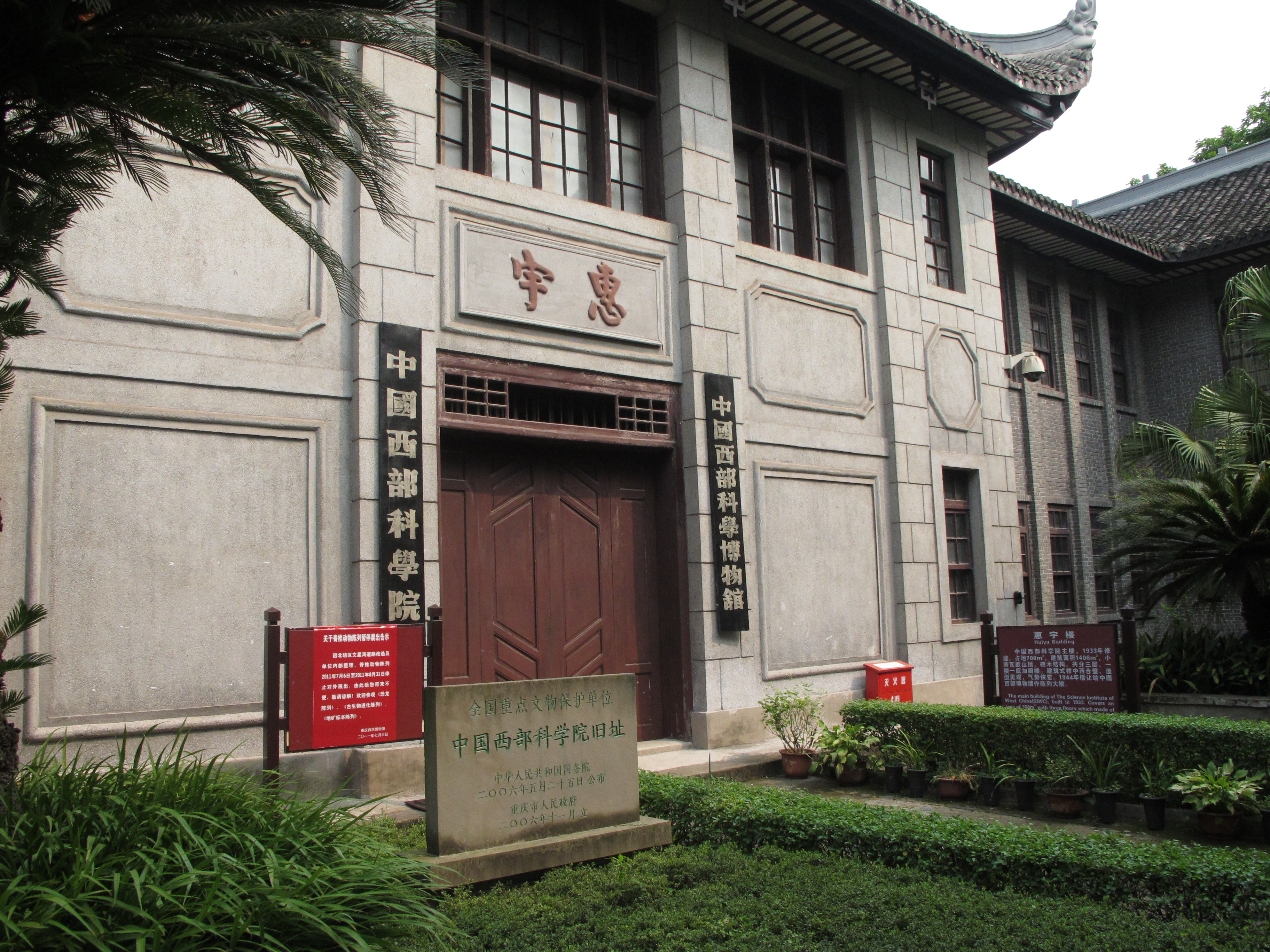
中央西部科學院旧址

- 雅舍（梁实秋故居）
- 巴金故居
- 复旦大学旧址
- 中国西部科学院
- 老舍故居
- 晏阳初故居
- 梁漱溟故居
- 林语堂故居
- 张自忠将军墓

## 风景名胜
- 缙云山
- 北温泉
- 金刀峡

## 友好城市
| 国家   | 城市   | 结好时间       |
| ------ | ------ | -------------- |
| 阿根廷 | 圣菲市 | 2014年11月12日 |